# 迎春林业局
迎春林业局，又称迎春重点国有林管理局，是一个位于中华人民共和国黑龙江省鸡西市虎林市的类似乡级单位，亦是中国龙江森林工业集团（黑龙江省森林工业总局）所属的一个林业局，分属合江林业管理局。
迎春林业局始建于1963年3月，位于完达山脉南麓，三江平原东南部，地处北大荒粮食主产区腹地，地跨虎林市、宝清县、饶河县，呈三岛屿状分布。施业区总面积216928公顷，林业用地面积144735公顷，其中有林地面积141452公顷，森林覆被率65.21%。林区总人口58295人。

## 行政区划
迎春林业局下辖以下单位：
第一社区、第二社区、第三社区、第四社区、第五社区、方山林场、皖峰林场、东风林场、五泡林场、尖山林场、永丰林场、小佳河林场、威山林场、西丰林场、宝马山林场、芦源林场、光明农场、向阳农场、曙光农场、索伦农场、迎丰农场、春山农场。